# 穆爾達克庫利湖
53°27′03″N 58°47′08″E / 53.4508°N 58.7856°E

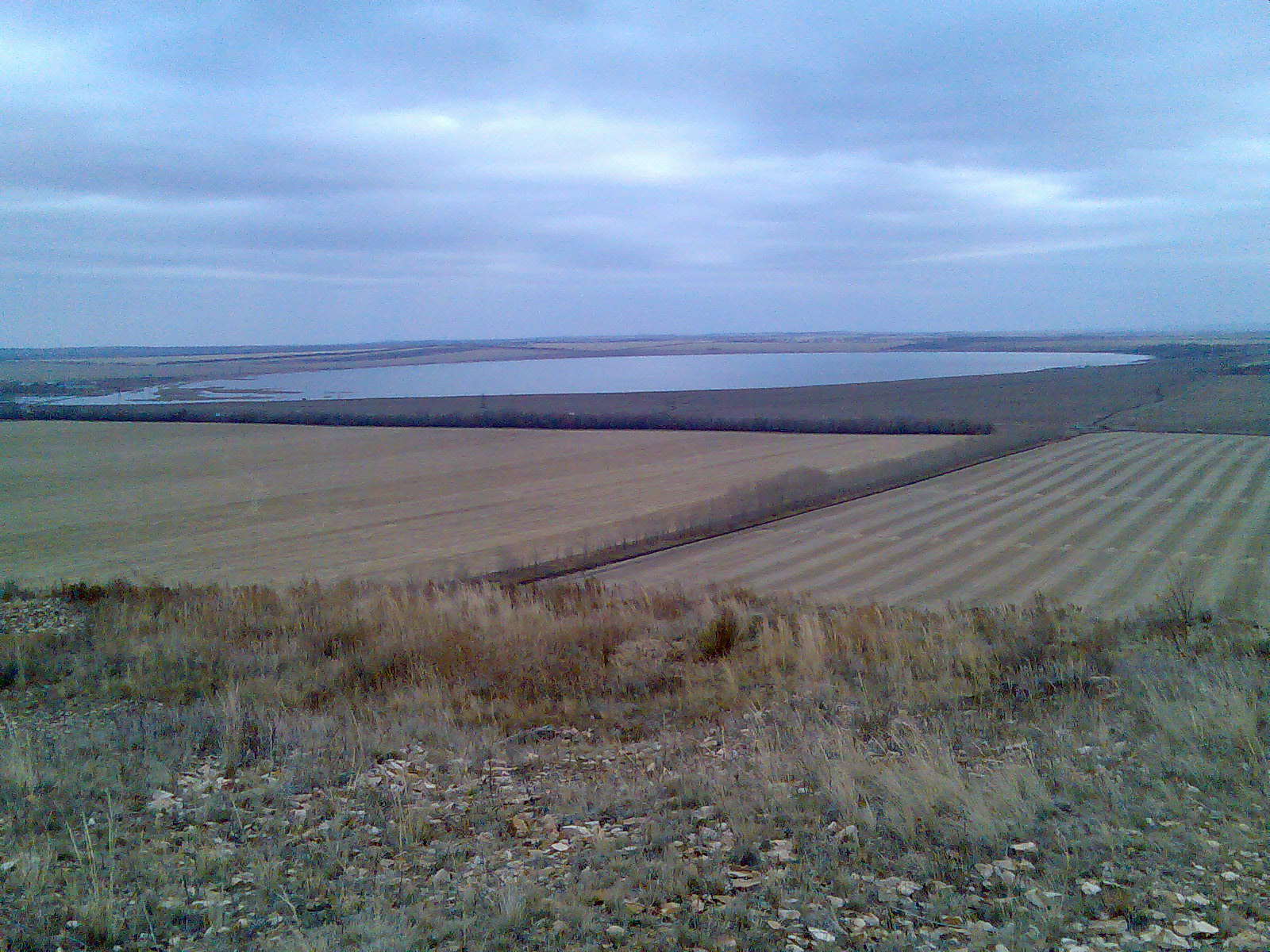

穆爾達克庫利湖（俄语：Мулдаккуль），是俄羅斯的湖泊，位於該國西南部，由巴什科爾托斯坦共和國負責管轄，長3.1公里、寬2公里，面積6.2平方公里，海拔高度406米，集水區面積49.6平方公里，平均水深2.1米，最大水深2.5米。